# 7428 Abekuniomi
7428 Abekuniomi è un asteroide della fascia principale. Scoperto nel 1992, presenta un'orbita caratterizzata da un semiasse maggiore pari a 2,5750317 UA e da un'eccentricità di 0,1163682, inclinata di 14,76296° rispetto all'eclittica.